# Wiwilí de Nueva Segovia
Wiwilí de Nueva Segovia est une municipalité nicaraguayenne du département de Nueva Segovia au Nicaragua. Elle est située en face de Wiwilí de Jinotega, de l'autre côté du Río Coco.